# Sergio Sánchez Cárdenas
Sergio Sánchez Cárdenas (La Línea de la Concepción, Cádiz, 1 de marzo de 1981) es un jugador de baloncesto español. Con 1,89 metros de estatura, juega en la posición de base. 

## Trayectoria
- UDEA Algeciras. Categorías inferiores.
- Caja San Fernando. Categorías inferiores.
- 1999-01 EBA.   Caja San Fernando.
- 2000-01 ACB.   Caja San Fernando. Juega cuatro partidos.
- 2001-02 EBA.   Caja San Fernando. Juega tres partidos.
- 2001-02 ACB.   Caja San Fernando.
- 2002-03 ACB.   Caja San Fernando.
- 04-2003 ACB.   Caja San Fernando. Cortado por lesión por Carlos Cherry.
- 2003-05 LEB.   C.B. Ciudad de Huelva.
- 2005-06 ACB.   Alta Gestión Fuenlabrada. Cedido por Adecco Estudiantes.
- 2006-08 ACB.   MMT Estudiantes.
- 2008-10 ACB.   Lagun Aro GBC
- 2010-11 ACB.  Asefa Estudiantes.
- 2011-13 ACB.  Baloncesto Fuenlabrada.
- 2013-14 ACB.  CB Murcia.
- 2014- LEB ORO.  CB Breogán.